# 大瓣溲疏
大瓣溲疏（学名：Deutzia calycosa var. macropetala）为虎耳草科溲疏属下的一个变种。

## 扩展阅读
- 維基物種上的相關：大瓣溲疏